# Jembungan
Jembungan is een bestuurslaag in het regentschap Boyolali van de provincie Midden-Java, Indonesië. Jembungan telt 3755 inwoners (volkstelling 2010).